# Бассетгорн
Бассетго́рн (нем. Bassethorn; фр. cor de basset; итал. corno di bassetto) ― деревянный духовой музыкальный инструмент, разновидность кларнета.
Названия инструмента на разных языках:
- bassethorn (немецкий);
- corno di bassetto (итальянский);
- cor de basset (французский);
- basset horn (английский)[1].

## История возникновения и развития инструмента
Появление бассетгорна относится ко второй половине XVIII века. Самый ранний из сохранившихся экземпляров, работы мастеров из Пассау Антона и Михаэля Майрхоферов, датирован приблизительно 1760 годом. В 1782 году инструмент был усовершенствован мастером Теодором Лотцем.
Новый инструмент стал весьма популярен среди музыкантов. Обычно они объединялись в ансамбли из двух или трёх бассетгорнов, исполнявшие переложения популярных арий из опер. В среде масонов сумрачный тембр его низких звуков, напоминающий звучание органа, был востребован во время масонских месс.
Вольфганг Амадей Моцарт использовал бассетгорн в Серенаде B-dur K361, «Масонской траурной музыке» K477, операх «Похищение из сераля» и «Милосердие Тита», Реквиеме. Бернард Шоу писал, что «Бассетгорн давно бы забыли, если бы Моцарт не использовал его в своем "Реквиеме" — вероятно, из-за невыразительности и бедности звука — лучшего музыкального инструмента для похорон и в самом деле не придумаешь». Несколько сочинений Моцарта с участием бассетгорна остались неоконченными.
Для бассетгорна in G изначально предназначался его Концерт для кларнета с оркестром, написанный для Антона Штадлера (виртуозно владевшего бассетгорном) и ныне, как правило, исполняющийся на обычном кларнете на тон выше первоначальной тональности. Сам Штадлер написал 18 терцетов для трёх бассетгорнов. Сольные сочинения для бассетгорна написали К. Стамиц, И. Бакофен, Г. А. Шнайдер, А. Ролла, Г. Друшецкий, Й. Кюффнер и другие композиторы:63.
Пережив пик популярности в конце XVIII ― начале XIX века, бассетгорн в последующие несколько десятилетий практически исчезает из музыкальной практики. В первой четверти XIX века он появляется лишь в единичных сочинениях (Бетховен ― балет «Творения Прометея»; Мендельсон ― две концертные пьесы для кларнета и бассетгорна c фортепиано; Данци ― Соната для бассетгорна и фортепиано), а затем вплоть до начала XX века не используется вовсе (за исключением единственного случая в 1879, когда А. Дворжак написал для него партию в Чешской сюите для оркестра).
Комментируя  «Большой трактат о современной инструментовке и оркестровке» Г. Берлиоза, Рихард Штраус так охарактеризовал этот инструмент:
Бассетгopны ― этo мягкие средние заполняющие гoлoсa, которые oсoбеннo хорoши там, гдe хoчется избежать бoлее специфических тембров альтoв и фагoтoв и характерных низких звуков кларнетов. Ho в качестве заполняющих гoлoсoв их, в кoнечнoм счeте, можно заменить так же хорошо приноравливающимися ко всем тембрам валторнами, кoтoрыми и пoльзoвался всеrда шиpoчайшим обpазoм Рихapд Bагнеp.
Рихард Штраус первым из композиторов XX века использовал бассетгорн в своих операх («Электра», «Кавалер розы» и др.) и некоторых других сочинениях. С этого времени интерес к бассетгорну начал возрождаться, однако он всё же остался несколько в тени других представителей семейства кларнетов. В настоящее время бассетгорн используется в кларнетных ансамблях, а также изредка как оркестровый инструмент. Активно использовал бассетгорн в своих сочинениях Карлхайнц Штокхаузен. В практике некоторых исполнителей встречается сольное исполнение на бассетгорне:63―64.

## Строение бассетгорна
Бассетгорн имеет примерно такое же устройство, что и обычный кларнет, однако бо́льшую длину, из-за чего звучит ниже. Диаметр его трубки, как правило, несколько шире, чем у обычного кларнета, из-за чего обычный кларнетный мундштук не подходит для него и используется мундштук альтового кларнета, хотя на некоторых видах современных инструментов (Stephen Fox, Selmer) мензура уже и используется мундштук от обычного кларнета. Для компактности трубка современного бассетгорна слегка изогнута у мундштука и у раструба. Инструменты, построенные в XVIII―XIX веках, имели более сложную форму с несколькими изгибами и особой камерой, где воздушный канал несколько раз менял направление, переходя в расширяющийся металлический раструб.
Инструмент снабжён несколькими дополнительными клапанами, расширяющими его диапазон вниз по сравнению с кларнетом до ноты до малой октавы (по написанию в скрипичном ключе). Эти клапаны управляются большим пальцем правой руки (типично для немецких моделей) или мизинцами (на французских инструментах).
Бассетгорн ― транспонирующий инструмент. Обычно он применяется in F (в строе фа), то есть звучит на чистую квинту ниже написанных нот. Часто ноты для такого инструмента записывают наподобие нот для валторны — в басовом ключе на кварту ниже реально звучащих нот, в скрипичном — на квинту выше. Бассетгорны в других строях (G, D, Es, A, B) использовались эпизодически в XVIII веке, но в широкое употребление не вошли. Тембр бассетгорна похож на тембр кларнета, но чуть более матовый и мягкий.
Диапазон современного бассетгорна in F ― от фа большой октавы до си-бемоль второй и выше (возможно извлечь звуки до фа третьей, но они не всегда устойчивы по интонации):60.